# Helianthemum germanipolitanum
Helianthemum germanipolitanum är en solvändeväxtart som beskrevs av Joseph Friedrich Nicolaus Bornmüller. Helianthemum germanipolitanum ingår i släktet solvändor, och familjen solvändeväxter. Inga underarter finns listade i Catalogue of Life.